# Coemansia erecta
Coemansia erecta är en svampart som beskrevs av Bainier 1906. Coemansia erecta ingår i släktet Coemansia och familjen Kickxellaceae.   Inga underarter finns listade i Catalogue of Life.